# Зінін Микола Миколайович
Микола Миколайович Зінін (нар. 13 (25) серпня 1812, Шуші, Єлизаветпольської губернії, нині Нагірний Карабах — пом. 6 (18) лютого 1880, Петербург) — російський хімік—органік, академік Петербурзької АН (1865; ад'юнкт з 1855 р., екстраординарний академік з 1858 р., ординарний академік з 1865 р.), перший президент Російської фізико-хімічної спілки (1868—1877).

## Дитинство
Микола Зінін народився на Кавказі, де його батько, Микола Іванович, перебував із дипломатичною місією. Під час епідемії, що лютувала в тій місцевості, батьки і старші сестри загинули. Хлопця відіслали до Саратова, до дядька. 1820 року він вступив до гімназії, під час навчання виявив високу працездатність, показав себе талановитою дитиною.

## Навчання

### Казанський університет
1830 року приїхав до Казані і вступив на математичне відділення філософського (пізніше — фізико-математичного) факультету казеннокоштним студентом (студенти, що не мали коштів на навчання; вони жили в університеті й після закінчення навчання були зобов'язані 6 років прослужити на державній службі). На нього звернули увагу математик М. І. Лобачевський, астроном І. М. Симонов й опікун університету М. Н. Мусін-Пушкін. Зінін закінчив навчання 1833 року й отримав ступінь кандидата та золоту медаль за твір «Про пертурбації еліптичного руху планет». Його залишили в Казанському університеті викладати фізику, а з 1834 йому доручили також викладання механіки. З 1835 року Зінін читав ще й курс теоретичної хімії.

### Становлення хіміка
Зінін викладав математичні науки, вважав себе перш за все математиком і хімією особливо не цікавився. Однак у ті роки хімія в Казанському університеті викладалась слабко, відповідав за неї семінарист за освітою ад'юнкт Дунаєв. Лобачевський вирішив, що талановитий молодий учений зможе вивести кафедру хімії на гідний такого навчального закладу рівень. Зінін дуже поважав Лобачевського і не зважився йому відмовити. Зінін блискуче склав іспит на ступінь магістра фізико-математичних наук. Рада університету запропонувала йому хімічну тему для магістерської дисертації: «Про явища хімічної спорідненості і про перевагу теорії Берцеліуса, про постійні хімічні пропорції перед хімічною статикою Бертоллета». У результаті російська наука отримала блискучого хіміка, засновника наукової школи.

### Європейський досвід
1836 року Зінін захистив дисертацію й отримав вчений ступінь магістра фізико-математичних наук. Після реорганізації університету 1837 року його призначили ад'юнктом кафедри хімії і весною того ж року, за клопотанням Мусіна-Пушкіна, направили на навчання за кордон. Спочатку Зінін подався до Берліна, де вивчав хімію у Е. Мічерліха й Розі (у Німеччині в той час працювали два відомі хіміки брати Генріх і Густав Розе), одночасно займаючись у К.Еренберга, Т.Шванна і Іоганна Мюллера; потім працював в інших лабораторіях видатних учених того часу: у Парижі у Жюля-Теофіля Пелуза, у Лондоні — у М.Фарадея, більше року (1839—1840) — у Гессені у професора Ю. Лібіха.
Перша стаття Зініна була надрукована в «Liebigs Annalen» 1839 року, у ній він повідомляв про новий, знайдений ним спосіб перетворення гірко-мигдалевої олії в бензоїн. 1840 року в «Liebigs Annalen» було надруковано другу статтю Зініна про бензольні сполуки. Ці роботи, викладені російською мовою, склали докторську дисертацію вченого, яку він захистив після повернення до Росії 1840 року, отримавши ступінь доктора природних наук. Назва дисертації була сформульована так: «Про з'єднання бензоїлу і про відкриті нові тіла, що належать до бензоїлового ряду»

## Академія
1841 року Зініна затвердили екстраординарним професором на кафедрі технології. У Казані він залишався до 1847 року, поки не отримав запрошення перейти на службу до Санкт-Петербурга професором хімії в медико-хірургічну академію. Там працював спочатку у званні ординарного професора (1848—1859 рр.), потім — академіка (з 1856 р.), заслуженого професора (1869—1864 рр.), «директора хімічних робіт» (1864—1874 рр.) Професорську діяльність в академії Зінін суміщав з багатьма іншими обов'язками: дванадцять років (1852—1864) був вченим секретарем, два роки (1869—1870) був членом і два роки (1871—1872) головою академічного суду. Двічі (1864 й 1866 року) тимчасово керував академією. З 1848 року він був членом мануфактурної ради міністерства фінансів, з 1855 — членом військово-медичного вченого комітету. Після заснування при академії жіночих медичних курсів Зінін у 1873—1874 роках читав там фізику. 1855 року вибраний ад'юнктом Петербурзької АН, 1858 — екстраординарним академіком, 1865 — ординарним академіком.
1868 року разом із Д. І. Менделєєвим, Н. А. Меншуткіним та іншими виступив організатором Російської хімічної спілки і протягом десяти років був її президентом. Діяльність Зініна часто супроводжувалася науковими відрядженнями: на Кавказ для дослідження мінеральних вод, до Криму для дослідження грязей (1852), за кордон — для вивчення організації сучасних хімічних лабораторій, у зв'язку з облаштуванням нової академічної (1860), на паризьку виставку — як член журі (1867). Його останнє дослідження стосувалося амарової кислоти і її гомологів. Восени 1878 у Зініна виявилися перші напади хвороби, що призвела до його смерті 1880 року.

## Досягнення

### Відкриття
Зінін вперше отримав бензоїн конденсацією бензальдегиду (за наявності ціаністого калію) й бензил окисленням бензоїну азотною кислотою. 1842 року відкрив реакцію відновлення ароматичних нітропохідних в ароматичні аміни дією сірчистого амонію (Реакція Зініна). Цим шляхом Зінін синтезував 1842 анілін, який до цього був отриманий Ю. Ф. Фрицше з барвника індиго, а також α-нафтиламин. З того часу анілін можна було отримувати в промислових масштабах. Надалі він показав загальність своєї реакції, отримавши тим же методом м-фенілендіамін відновленням м-дінітробензола (1844) і м-амінобензойную кислоту відновленням м-нітробензойною кислотою (1845). 1844 отримав тим же методом дезоксибензоїн. Діючи сірчистим амонієм на азобензол, він синтезував гідразобензол, який додаванням сірчаної кислоти перегрупував у бензидин (1845). Синтези Зініна послужили науковою основою для створення промисловості синтетичних фарбників, вибухових речовин, фармацевтичних препаратів, ароматичних речовин тощо.
1845 року він відкрив перегруповування гидразобензолу під дією кислот — «бензидинове перегрупування». Показав, що аміни — речовини, здатні утворювати соли з різними кислотами. 1854—1855 Зінін описав відкриті ним уреїди (похідні сечовини), синтезував (незалежно від Бертло і де Люка) «летючу гірчичну олію» (алліловий ефір ізотіоцианової кислоти) на основі йодистого аллілу й роданіду калію і досліджував його взаємодію з амінами з утворенням відповідних тіосечовин (1852 р.) Встановив, що при взаємодії цього масла з аніліном утворюється аллілфенілтіосечовина. Досліджував похідні радикалу алліла, синтезував алліловий спирт. Отримав (1860-і рр.) дихлор- і тетрахлорбензол, толан і стільбен.
З 1857 до 1860 він проводив дослідження ацетилбензоїну і бензоїлбензоїну, деяких похідних нафтолідіну і азооксибензиду. З 1860 всі роботи Зініна вже стосуються похідних масла гіркого мигдалю і бензоїну. У 1861 Зінін повідомив про наявність водню в органічних сполуках, в 1862 — про гідробензоїне, продукті дії водню на гірко-мигдалеву олію, про бензоїн, що окиснює. У 1863 Зінін описав нітробензіл, в 1864 — дію соляної кислоти на азобензід, в 1866 — дію їдкого калію на бензоїн за відсутності повітря, в запаяних трубках; отримав лепіден (тетрафенілфуран) дією соляної кислоти на бензоїн, продукт його окиснення — оксилепіден і похідні — дібромлепіден. 1867 року в Парижі Зінін представив місцевій академії та надрукував у «Comptes rendus» статтю «Про деякі факти, що стосуються речовин стільбенового ряду». З 1870 по 1876 роботи Зініна стосувалися вивчення лепідену та його похідних. Остання його масштабна робота присвячена амаровій кислоті та її гомологам.
Співпраця Зініна з молодим інженером-артилеристом В. Ф. Петрушевським призвела до вирішення проблеми отримання сильної вибухової речовини — нітрогліцерину. Зінін розробив найпрогресивніший метод синтезу нітрогліцерину з гліцерину використанням концентрованої азотної кислоти, за низької температури і т. д. Коли 1853 року об'єднана англо-французько-турецька армія висадилася в Криму й війна набула затяжного характеру, Зінін зробив усе, щоб російська армія мала на озброєнні найсильніші вибухові речовини. Він запропонував начиняти нітрогліцерином гранати (1854), розробив спосіб отримання великих кількостей нітрогліцерину й спосіб його підривання. Проте його пропозиції не були реалізовані артилерійським відомством. Лише в 1863—1867 нітрогліцерин почали успішно застосовувати для підземних і підводних вибухів.

### Власна наукова школа
Зінін разом з О. О. Воскресенським ще в Казані створив велику школу російських хіміків (Олександр Бутлеров, О. П. Бородін, М. М. Бекетов, Л. Н. Шишков, А. Н. Енгельгардт). Як зазначалося вище, Зінін активно брав участь в організації в Російської хімічної спілки (нині Всеросійська хімічна спілка ім. Д. І. Менделєєва).

### Нагороди й наукове визнання
Зінін був почесним членом багатьох російських та іноземних наукових спілок, академій та університетів, членом Французької АН, берлінської й лондонської хімічних спілок. Саме роботи Зініна значною мірою викликали визнання російської хімічної школи за кордоном. 1880 року відділення хімії Російської физико-хімічної спілки заснувало премію ім. Зініна й Воськресенського за найкращі самостійні роботи в галузі хімії.

## Особисті якості
При всьому зовнішньому добробуті й безперечних творчих успіхах Зінін, за спогадами сучасників, був позбавлений душевної рівноваги й гарячився в тих випадках, де інші вчені виявили б щиру зацікавленість. Німецькому ученому А.Гофману вдалося модифікувати метод отримання аніліну з нітробензолу, відкритий Зініним. Гофман замінив сульфід амонію іншим відновником — воднем у момент виділення. На основі модифікованого методу він організував промислове виробництво аніліну, що викликало роздратовану реакцію Зініна, науковий пріоритет якого ніхто не оскаржував: «Вічно німці відводять відкриття у нас із-під носа».
Досліджуючи нітропохідні, Зінін разом із В. Ф. Петрушевским почав роботи над створенням вибухової композиції на основі нітрогліцерину, безпечної при транспортуванні. У результаті був знайдений хороший варіант — просичення нітрогліцерином карбонату магнію. Про це Зінін розповів своєму сусідові по дачі Альфреду Нобелю, синові Еммануїла Нобеля — власника заводу з виробництва мін[джерело?].
Ідея стала в пригоді А.Нобелю через декілька років. Під час транспортування нітрогліцерину один з бутлів розбився й рідина просочила землю інфузора, насипану між бутлями для запобігання можливого удару. Нобель, імовірно, пригадав розповіді Зініна про те, що нітрогліцеріном слід просочувати порошкоподібні речовини[джерело?], досить швидко оцінив властивості утвореної композиції, названої згодом динамітом, що принесла йому величезні прибутки.
Дізнавшись все це, Зінін зазначив: «Цей Альфред Нобель вихопив динаміт у нас з-під носа». Проте немає ніяких підстав вважати, що Зінін був пихатий і хворобливо ревниво ставився до успіхів колег. Швидше за все відсутність внутрішньої гармонії — результат інтуїтивного відчуття того, що в іншій галузі — у математиці — він, можливо, зумів би досягти більшого. До останніх днів найулюбленішим його заняттям було читання різних математичних робіт[джерело?].